# Tuomo Ruutu
Tuomo Iisakki Ruutu  (* 16. Februar 1983 in Vantaa) ist ein ehemaliger finnischer Eishockeyspieler und derzeitiger -trainer, der im Verlauf seiner aktiven Karriere zwischen 1999 und 2017 unter anderem 751 Spiele für die Chicago Blackhawks, Carolina Hurricanes und New Jersey Devils in der National Hockey League auf der Position des Centers bestritten. Ruutu gewann insbesondere auf internationaler Ebene mit der finnischen Nationalmannschaft zahlreiche Medaillen, darunter die Goldmedaille bei der Weltmeisterschaft 2011. Seit Juni 2021 ist er als Assistenztrainer bei den Florida Panthers tätig. Er ist der jüngere Bruder von Jarkko und Mikko Ruutu.

## Karriere
Tuomo Ruutu begann seine professionelle Karriere 1999 beim HIFK Helsinki in der finnischen SM-liiga, nachdem er bereits beim gleichen Verein in der Juniorenmannschaft gespielt hatte. Danach ging er zwei Spielzeiten für den Lokalrivalen Jokerit aufs Eis, bevor er im Jahr 2002 wieder eine Saison für HIFK spielte.
Im NHL Entry Draft 2001 wurde Ruutu in der ersten Runde an neunter Stelle von den Chicago Blackhawks ausgewählt. In der Saison 2003/2004 gab er sein NHL-Debüt für die Blackhawks. Während des Lockouts in der Saison 2004/05 erholte er sich von Verletzungen, kommentierte aber die Eishockeyweltmeisterschaft für das finnische Fernsehen. In der folgenden Saison, nahm er nur an wenigen Spielen teil, da er immer noch durch Verletzungen beeinträchtigt war. Am 26. Februar 2008 wurde der Angreifer im Tausch für Andrew Ladd an die Carolina Hurricanes abgegeben.
Kurz vor der Trade Deadline wechselte Ruutu am 5. März 2014 zu den New Jersey Devils, die dafür Andrei Loktionow und ein Drittrunden-Wahlrecht im NHL Entry Draft 2017 nach Carolina abgaben. Nach der Saison 2015/16 erhielte der Angreifer keinen neuen Vertrag in New Jersey, sodass er sich im Oktober 2016 dem HC Davos aus der Schweizer National League A anschloss und dort einen Einjahresvertrag unterzeichnete. Nach der Spielzeit beendete er seine aktive Karriere.
Nach seinem Karriereende begann Ruutu als Trainer zu arbeiten und betreute die finnische U20-Nationalmannschaft als Assistenztrainer bei den U20-Weltmeisterschaften 2019, 2020 und 2021. Parallel dazu war er in den Saisons 2019/20 und 2020/21 im Trainerstab der New York Rangers angestellt, unter anderem als Director of Player Development. Im Juni 2021 wurde er dann als neuer Assistenztrainer von Joel Quenneville bei den Florida Panthers vorgestellt.

### International
International spielte er erstmals beim World Cup of Hockey 2004 für die finnische Nationalmannschaft und schoss dort sein erstes Tor im Finale gegen Kanada.
Des Weiteren nahm er an drei Eishockey-Weltmeisterschaften teil und konnte mit seiner Mannschaft zweimal die Bronze- und einmal die Silbermedaille gewinnen. Bei den Olympischen Spielen 2014 gewann er mit der finnischen Nationalmannschaft die Bronzemedaille.

## Erfolge und Auszeichnungen
- 2002 Finnischer Meister mit Jokerit Helsinki
- 2004 Teilnahme am NHL YoungStars Game
- 2004 NHL-Rookie des Monats März

### International
| - 2000 Goldmedaille bei der U18-Junioren-Weltmeisterschaft - 2001 Silbermedaille bei der U20-Junioren-Weltmeisterschaft - 2002 Bronzemedaille bei der U20-Junioren-Weltmeisterschaft - 2003 Bronzemedaille bei der U20-Junioren-Weltmeisterschaft - 2004 Zweiter Platz beim World Cup of Hockey - 2006 Bronzemedaille bei der Weltmeisterschaft | - 2007 Silbermedaille bei der Weltmeisterschaft - 2008 Bronzemedaille bei der Weltmeisterschaft - 2010 Bronzemedaille bei den Olympischen Winterspielen - 2011 Goldmedaille bei der Weltmeisterschaft - 2014 Bronzemedaille bei den Olympischen Winterspielen |

## Karrierestatistik

### International
Vertrat Finnland bei:
| - U18-Junioren-Weltmeisterschaft 2000 - U20-Junioren-Weltmeisterschaft 2001 - U20-Junioren-Weltmeisterschaft 2002 - U20-Junioren-Weltmeisterschaft 2003 - World Cup of Hockey 2004 - Weltmeisterschaft 2006 | - Weltmeisterschaft 2007 - Weltmeisterschaft 2008 - Olympischen Winterspielen 2010 - Weltmeisterschaft 2011 - Olympischen Winterspielen 2014 - Weltmeisterschaft 2015 |

(Legende zur Spielerstatistik: Sp oder GP = absolvierte Spiele; T oder G = erzielte Tore; V oder A = erzielte Assists; Pkt oder Pts = erzielte Scorerpunkte; SM oder PIM = erhaltene Strafminuten; +/− = Plus/Minus-Bilanz; PP = erzielte Überzahltore; SH = erzielte Unterzahltore; GW = erzielte Siegtore; 1 Play-downs/Relegation; Kursiv: Statistik nicht vollständig)